# 198-as busz (Budapest)
A budapesti 198-as jelzésű autóbusz Rákoscsaba-Újtelep, Tóalmás utca és a Dél-pesti autóbuszgarázs között közlekedik. A vonalat a Budapesti Közlekedési Zrt. üzemelteti. A járműveket a Cinkotai és a Dél-pesti autóbuszgarázs állítja ki.

## Története
1971. március 15-én 98Y jelzéssel indítottak új járatot Rákoskeresztúr, Pesti út és Rákosliget között körforgalomban a Ferihegyi út – XVII. utca – Diadal utca – Micsurin út (mai Naplás út) – Ananász utca – Ferihegyi út útvonalon. Jelzését 1977. január 1-jén 198-asra változtatták. 1983. február 1-jén meghosszabbították a Tóalmás utcáig.
2008. szeptember 6-án a BKV jelentősen átszervezte nappali járatait, ennek keretében az addig Rákoskeresztúr városközpontjáig járó buszt meghosszabbították a Dél-pesti autóbuszgarázsig (XIX. kerület, Méta utca) Rákoshegyen és a Bókaytelepen keresztül, kiváltva a megszűnő 80-as busz indulásait.
A busz egészen 2009. augusztus 21-éig különböző útvonalon tette meg rákoscsaba-újtelepi útvonalát oda és vissza. Az ekkor életbe lépett változtatások (különösen a 98-as busz meghosszabbítása Rákosligeten keresztül Rákoscsaba-Újtelepre) lehetővé tették a bonyolult, cikk-cakk alakú útvonal leegyszerűsítését oda-vissza a Tarcsai út – Naplás út – Ananász utca – Ferihegyi út útvonalra. A menetideje így 52 perc lett.

## Útvonala
| Rákoscsaba-Újtelep, Tóalmás utca felé |
| Dél-pesti autóbuszgarázs vá. – Méta utca – Cziffra György utca – Gilice tér – Petőfi utca – Szarvas csárda tér – Haladás utca – Bessenyei György utca – Ráday Gedeon utca – Csévéző utca – Bélatelepi út – Baross utca – Szabadság utca – Táncsics Mihály út – Széchenyi utca – Újlak utca – Borsó utca – Pesti út – Fő tér – Ferihegyi út – Ananász utca – Naplás út – Szent Imre herceg út – Tarcsai út – Rákoscsaba-Újtelep, Tóalmás utca vá. |
| Dél-pesti autóbuszgarázs felé |
| Rákoscsaba-Újtelep, Tóalmás utca vá. – Tarcsai út – Szent Imre herceg út – Naplás út – Ananász utca – Ferihegyi út – Fő tér – Pesti út – Borsó utca – Újlak utca – Széchenyi utca – Táncsics Mihály út – Szabadság utca – Baross utca – Bélatelepi út – Csévéző utca – Ráday Gedeon utca – Haladás utca – Szarvas csárda tér – Petőfi utca – Gilice tér – Cziffra György utca – Méta utca – Dél-pesti autóbuszgarázs vá.                         |

## Megállóhelyei
| 0  | Rákoscsaba-Újtelep, Tóalmás utca végállomás | 51 | 176E 482, 504                                                                                                  |
| 0  | Kis Károshíd utca                           | 50 | 176E |
| 1  | Gőzös utca                                  | 49 | 176E 482 |
| 2  | Rákoscsaba vasútállomás                     | 48 | 98, 176E, 269, 275, 298 482, 504 S80                                                                           |
| 3  | Aranykút utca                               | 47 | 98, 176E |
| 4  | Jászivány utca                              | 46 | 98, 176E, 276E                                                                                                 |
| 5  | Jászágó utca                                | ∫  | |
| 5  | Almásháza utca                              | 45 | 276E |
| 7  | Bártfai utca / Ananász utca                 | 44 | 275, 276E |
| 8  | Ananász utca / Ároktő út                    | 44 | 276E |
| 9  | XVIII. utca                                 | 43 | 98, 146, 146A, 176E, 261E, 276E                                                                                |
| 10 | Hősök tere                                  | 42 | 98, 146, 146A, 176E, 261E, 276E                                                                                |
| ∫  | IV. utca                                    | 41 | 98, 176E, 261E, 276E                                                                                           |
| 11 | Rákosliget vasútállomás                     | 40 | 98, 146, 146A, 176E, 261E, 276E S80                                                                            |
| 14 | Rákoskeresztúr, városközpont                | 38 | 46, 97E, 98, 161, 161A, 161E, 162, 169E, 195, 202E, 262 484, 485, 486, 504, 505, 506, 508, 509, 510 1070, 1075 |
| 15 | Rákoskeresztúr, városközpont                | ∫  | 46, 97E, 98, 161, 161A, 161E, 162, 169E, 195, 202E, 262 484, 485, 486, 504, 505, 506, 508, 509, 510 1070, 1075 |
| 16 | Szent kereszt tér                           | 36 | 46, 97E, 161, 161A, 161E, 162, 169E, 195, 202E, 262                                                            |
| 17 | Bakancsos utca                              | 35 | 46, 97E, 161, 161A, 161E, 162, 169E, 195, 202E, 262                                                            |
| 19 | Kis utca                                    | 34 | 97E, 161, 161A, 161E, 162, 169E, 195, 202E, 261E, 262                                                          |
| 21 | Újlak utca, lakótelep                       | 32 | 67 |
| 22 | Uszoda                                      | 31 | 67 |
| 23 | Füstifecske utca                            | 30 | 67 |
| 24 | Madárdomb köz                               | 29 | |
| 25 | Árpád fejedelem utca                        | 28 | |
| 26 | Bulyovszky utca                             | 27 | |
| 27 | Bánya part                                  | 26 | |
| 29 | Lőrinci út                                  | 25 | 46, 168E |
| 30 | Rákoshegy vasútállomás                      | 24 | 46, 98, 98E, 168E S60 G60                                                                                      |
| 31 | Ady Endre utca                              | 23 | 98, 98E |
| 31 | Melczer utca / Baross utca                  | 22 | 98, 98E, 168E                                                                                                  |
| 32 | Vörösmarty utca                             | 21 | 98, 98E |
| 33 | Rákóczi Ferenc utca                         | 21 | 98, 98E |
| 34 | Bocskai István utca                         | 20 | 98, 98E |
| 34 | Orgoványi utca                              | 19 | 98 |
| 35 | Bélatelepi út / Baross utca                 | 18 | 98 |
| 36 | Lőrinci út / Bélatelepi út                  | 17 | 98, 98E |
| 36 | Homokiszőlők                                | 17 | 98 |
| 37 | Frangepán utca                              | 15 | 98, 98E |
| 39 | Csévéző utca                                | 14 | 93, 98, 98E, 200E                                                                                              |
| 40 | Fedezék utca                                | 13 | 93, 93A, 217, 217E 577                                                                                         |
| 41 | Kosztolányi Dezső utca                      | 12 | 93, 93A, 217, 217E, 282E, 284E                                                                                 |
| 41 | Lőrinci temető                              | 11 | 93, 93A, 182, 182A, 184, 217, 217E, 282E, 284E                                                                 |
| 43 | Regény utca                                 | 10 | 93, 93A, 182, 182A, 184, 236, 236A, 282E, 284E                                                                 |
| 44 | Szarvas csárda tér                          | 9  | 93, 93A, 182, 182A, 183, 184, 193E, 217, 217E, 236, 236A, 282E, 284E 50 577                                    |
| 45 | Wlassics Gyula utca                         | 7  | 182, 182A, 183, 184, 282E, 284E                                                                                |
| 46 | Dobozi utca                                 | 6  | 182, 182A, 183, 184, 282E, 284E                                                                                |
| 46 | Varjú utca                                  | 6  | 182, 182A, 183, 184, 282E, 284E                                                                                |
| 48 | Margó Tivadar utca                          | 4  | |
| 50 | Ipacsfa utca                                | 2  | 36, 142E, 194, 194B                                                                                            |
| 50 | Besence utca                                | 1  | 36, 194B |
| 51 | Dél-pesti autóbuszgarázs végállomás         | 0  | 36 |